# روب دير
روب دير (بالإنجليزية: Rob Deer) هو لاعب كرة قاعدة أمريكي، ولد في 29 سبتمبر 1960 في مقاطعة أورانج في الولايات المتحدة.

## وصلات خارجية
- روب دير على موقع دوري كرة القاعدة الرئيسي (الإنجليزية)
- روب دير على موقع الدوري الياباني لكرة القاعدة (الإنجليزية)
- روب دير على موقعبيزبول رفرنس.كوم (الدوري الرئيسي) (الإنجليزية)
- روب دير على موقعبيزبول رفرنس.كوم (الدوري الثانوي) (الإنجليزية)
- روب دير على موقع إي إس بي إن.كوم (أم.أل.بي) (الإنجليزية)
- روب دير على موقع مشجعي الرسوم البيانية (الإنجليزية)